# Conseil européen des 19 et 20 octobre 2017
La réunion du Conseil européen des 19 et 20 octobre 2017 s'est concentrée sur le « Programme des dirigeants » préparé par Donald Tusk, les thèmes prioritaires récurrents des précédents Conseil que sont les migrations, l'Europe numérique, la défense et les relations extérieures de l'UE, et enfin sur l'état des négociations sur le Brexit.

## Programme des dirigeants
Le « Programme des dirigeants » consiste en un programme de travail concret visant à orienter l'action de l'UE jusqu'en juin 2019. Il a été élaboré par le président Tusk en concertation avec l'ensemble des États membres de l'UE. Selon Le Monde, ce programme n’aurait manifestement pas existé sans le discours à la Sorbonne où Emmanuel Macron détaille ses propositions pour relancer l'Union européenne, ni sans celui de Jean-Claude Juncker sur l'état de l'Union, tous deux prononcés en septembre 2017.
Ce programme identifie un ensemble de sujets à aborder dans des réunions formelles ou informelles du Conseil européen d'ici juin 2019.

## Conclusions du Conseil
Les conclusions adoptées par le Conseil portent sur quatre thèmes et sur l'état des négociations relatives au Brexit.

### Migrations
Les dirigeants européens décident de poursuivre la mise en oeuvre de la stratégie définie précédemment au crédit de laquelle ils portent la diminution  de 66 % du nombre de migrants irréguliers empruntant la route de la Méditerranée centrale enregistrée au cours du troisième trimestre de 2017 par rapport à la même période en 2016.

### Europe numérique
Faisant suite au sommet numérique informel de Tallinn du 29 septembre 2017, les dirigeants européens confirment leur plan d'actions.

### Sécurité et défense
Le Conseil européen prend acte des progrès réalisés dans la préparation à la mise en œuvre de la Coopération structurée permanente (CSP) et de la proposition de la Commission relative à un programme européen de développement industriel dans le domaine de la défense (EDIDP). Dans les deux cas, le Conseil affiche l'objectif d'un lancement à la fin de l'année 2017. Concernant la CSP, son contenu n'est selon Bruxelles2 pas encore entièrement défini et pourrait être plus politique que militaire et englober plusieurs regroupements de pays constitués projet par projet
Le Conseil européen rappelle son soutien au Fonds européen de la défense destiné à soutenir l'industrie de défense et au processus d'examen annuel coordonné en matière de défense (EACD).

### Relations extérieures
Le Conseil européen aborde les relations avec la Turquie, la situation créée par les programmes nucléaires et de missiles balistiques de la Corée du Nord et l'accord sur le nucléaire iranien signé à Vienne en juillet 2015.
Sur ce dernier point, le Conseil européen réaffirme qu'il est pleinement attaché à cet accord et qu'il fait sienne la déclaration du Conseil des affaires étrangères du 16 octobre 2017.

### Négociations sur le Brexit
Le Conseil s'accorde sur le fait que des progrès dans les négociations ont été enregistrés en ce qui concerne les droits des citoyens de l'UE et dans une moindre mesure l'Irlande.
En revanche, le Conseil fait état de ce que le Royaume-Uni n'a encore pris aucun engagement ferme et concret sur ses obligations financières contractées en tant que membre de l'UE.
Le Conseil européen demande que les travaux continuent afin de consolider la convergence atteinte et de poursuivre les négociations pour pouvoir passer à la deuxième étape des négociations dès que possible. Toutefois, les vingt-sept sont prêts à lancer des « préparations internes » en vue des futures négociations sur la relation post-Brexit, deuxième étape que Londres attend avec impatience.

## Sources